# 黄水河 (桑干河)
黄水河，位于中华人民共和国山西省北部，是桑干河右岸支流，发源于宁武县东北薛家窊乡一带的山区，蜿蜒向东北，流经朔州市朔城区东南部、山阴县南部、应县西北部等地区，于应县金城镇西朱庄村汇入桑干河。河流全长100千米，流域面积2489.6平方千米。流域内植被稀疏，水土流失较重。上游地处山区，河谷狭窄，中下游流经大同盆地，地势较为平坦。黄水河河道蜿蜒曲折。河口处受桑干河顶托的影响，淤积严重。